# Позу-Алегри (микрорегион)

Позу-Алегри на карте.

Позу-Алегри (порт. Microrregião de Pouso Alegre) — микрорегион в Бразилии, входит в штат Минас-Жерайс. Составная часть мезорегиона Юг и юго-запад штата Минас-Жерайс. Население составляет 	326 425	 человек (на 2010 год). Площадь — 	4920,541	 км². Плотность населения — 	66,34	 чел./км².

## Демография
Согласно сведениям, собранным в ходе переписи 2010 г. Национальным институтом географии и статистики (IBGE), население микрорегиона составляет:						
| Полное население                             | Полное население                             | Полное население                             | Полное население                             | 326 425 |
| -------------------------------------------- | -------------------------------------------- | -------------------------------------------- | -------------------------------------------- | ------- |
| в том числе:                                 | Городское население                          | 252 115                                      | Процент городского населения, %              | 77,24   |
|                                              | Сельское население                           | 74 310                                       | Процент сельского населения, %               | 22,76   |
|                                              | Мужское население                            | 165 147                                      | Процент мужского населения, %                | 50,59   |
|                                              | Женское население                            | 161 278                                      | Процент женского населения, %                | 49,41   |
| Плотность населения, чел/км²                 | Плотность населения, чел/км²                 | Плотность населения, чел/км²                 | Плотность населения, чел/км²                 | 66,34   |
| Население микрорегиона в % к населению штата | Население микрорегиона в % к населению штата | Население микрорегиона в % к населению штата | Население микрорегиона в % к населению штата | 1,67    |

## Статистика
- Валовой внутренний продукт на 2003 год составляет 2 353 797 083,00 реалов (данные: Бразильский институт географии и статистики).
- Валовой внутренний продукт на душу населения на 2003 год составляет 7818,81 реалов (данные: Бразильский институт географии и статистики).
- Индекс развития человеческого потенциала на 2000 год составляет 0,788 (данные: Программа развития ООН).

## Состав микрорегиона
В составе микрорегиона включены следующие муниципалитеты:
1. Бон-Репозу
2. Борда-да-Мата
3. Буэну-Брандан
4. Камандукая
5. Камбуи
6. Конгоньял
7. Коррегу-ду-Бон-Жезус
8. Эспириту-Санту-ду-Дораду
9. Эстива
10. Эстрема
11. Гонсалвис
12. Ипиюна
13. Итапева
14. Муньос
15. Позу-Алегри
16. Сапукаи-Мирин
17. Сенадор-Амарал
18. Сенадор-Жозе-Бенту
19. Токус-ду-Можи
20. Толеду